# Philippe Arnaud
Pour les articles homonymes, voir Arnaud.
Philippe Arnaud, né le 1er février 1949 à Orvault et mort le 16 septembre 2018 à Saint-Michel, est un homme politique français.

## Biographie
Chef d'exploitation agricole, il est élu sénateur de la Charente le 29 septembre 1996, réélu le 27 septembre 1998. Il est membre de l'Office parlementaire d'évaluation des choix scientifiques et technologiques.
Lors du renouvellement du 21 septembre 2008, Philippe Arnaud n'est pas réélu (33,36 % des suffrages exprimés au second tour).

## Anciens mandats
- Conseiller général de la Charente de 1982 à 2001
- Sénateur de la Charente de 1996 à 2008
- Maire de Blanzac-Porcheresse de 1979 à 2008
- Président de la communauté de communes du Blanzacais de 2005 à 2008